# Cipro del Nord al Turkvision Song Contest
Il Cipro del Nord ha partecipato a 3 edizioni del Turkvision Song Contest a partire dal 2013. La rete che cura le varie partecipazioni è la GENC Television. Si ritira nel 2014 per poi tornare l'anno dopo.

## Partecipazioni
- Primo posto
- Secondo posto
- Terzo posto
- Ultimo posto

| Anno                            | Artista             | Canzone               | Posizione           | Punti               | Note                |
| ------------------------------- | ------------------- | --------------------- | ------------------- | ------------------- | ------------------- |
| 2013                            | Grup Gommalar       | "Havalaniyor"         | 10                  | 175                 |                     |
| Nessuna partecipazione nel 2014 |                     |                       |                     |                     |                     |
| 2015                            | İpek Amber          | "Sessiz Gidiş"        | 9                   | 154                 |                     |
| 2017                            | Edizione cancellata | Edizione cancellata   | Edizione cancellata | Edizione cancellata | Edizione cancellata |
| 2020                            | Çağıl İşgüzar       | Acitir hep hayallerim | 21                  | 171                 |                     |